# Adam Liebert
Adam Stefan Liebert – polski inżynier, profesor nauk technicznych. Specjalizuje się w zagadnieniach z zakresu biocybernetyki i inżynierii biomedycznej, w tym biopomiarach, diagnostyce obrazowej i metodach obrazowania. Dyrektor, wykładowca i profesor zwyczajny Instytutu Biocybernetyki i Inżynierii Biomedycznej im. Macieja Nałęcza Polskiej Akademii Nauk. Sekretarz generalny Polskiego Towarzystwa Inżynierii Biomedycznej, członek Komitetu Biocybernetyki i Inżynierii Biomedycznej PAN, członek Rady Naukowej Instytutu Podstawowych Problemów Techniki PAN oraz Rady Naukowej Instytutu Techniki i Aparatury Medycznej w Zabrzu. Kierownik Pracowni Pomiarów Biofizycznych oraz Zakładu Obrazowania i Pomiarów Biofizycznych w IBIB PAN. Członek korespondent Wydziału Nauk Technicznych Polskiej Akademii Nauk od 2019 roku. Od roku 2020 Przewodniczący Komitetu Biocybernetyki i Inżynierii Biomedycznej PAN. W roku 2017 wybrany na członka International Academy of Medical and Biological Engineering (IAMBE)
Absolwent studiów na kierunku inżynieria biomedyczna na Wydziale Mechaniki Precyzyjnej Politechniki Warszawskiej (rocznik 1991). Doktoryzował się w 1997 roku w Instytucie Biocybernetyki i Inżynierii Biomedycznej PAN na podstawie pracy zatytułowanej Problemy kalibracji w laserowo-dopplerowskich badaniach mikrokrążenia krwi. Habilitował się w 2005 roku w tym samym instytucie na podstawie rozprawy pt. Wybrane metody diagnostyki medycznej z wykorzystaniem spektroskopii w bliskiej podczerwieni. Tytuł profesora nauk technicznych nadano mu w 2015 roku.

## Wybrane publikacje naukowe
Autor lub współautor następujących publikacji naukowych:
- A calibration standard for laser‐Doppler perfusion measurements
- Optoelectronic standardization of laser Doppler perfusion monitors
- Opracowanie i badania wielokanałowych sond laserowo-dopplerowskich
- Estimation of scattering volume in short distance reflectance measurements by Monte Carlo modelling
- Selected applications of near infrared optical methods in medical diagnosis
- Wavelength-resolved measurements of fluorescence lifetime of indocyanine green
- Assessment of inflow and washout of indocyanine green in the adult human brain by monitoring of diffuse reflectance at large source-detector separation
- Time-resolved detection of fluorescent light during inflow of ICG to the brain-a methodological study
- Multiwavelength time-resolved detection of fluorescence during the inflow of indocyanine green into the adult's brain
- Fluorescence-based method for assessment of blood-brain barrier disruption
- Variance of time-of-flight distribution is sensitive to cerebral blood flow as demonstrated by ICG bolus-tracking measurements in adult pigs
- An algorithm for assessment of inflow and washout of optical contrast agent to the brain by analysis of time-resolved diffuse reflectance and fluorescence signals